# Norman Ligairi

a Compétitions nationales et continentales officielles uniquement.

b Matchs officiels uniquement.
Dernière mise à jour le 9 octobre 2013.
Norman Armstrong Senibici Ligairi, né le 29 janvier 1976 à Nadi, est un joueur de rugby à XV international fidjien évoluant au poste d'ailier. Il termine sa carrière en 2011 avec l'Stade rochelais.

## Biographie
Norman Ligairi a sa première cape internationale le 26 mai 2000 à l’occasion d’un match contre l'équipe des Tonga.
En 2007, il est le meilleur marqueur du Challenge européen avec 14 essais[réf. nécessaire].

## Palmarès
- Vainqueur de la finale d'accession au top 14 face à Lyon, en 2010.

## Statistiques en équipe nationale
- 47 sélections avec l'équipe des Fidji
- 80 points (16 essais)
- En Coupe du monde :
  - 2003 : 3 sélections (France, Japon, Écosse), 10 points (2 essais)
  - 2007 : 4 sélections (Japon, Canada, Australie, pays de Galles)
- 5 sélections avec les Pacific Islanders : 2 en 2004 et 3 en 2006